# Traubach-le-Haut
Traubach-le-Haut är en kommun i departementet Haut-Rhin i regionen Grand Est (tidigare regionen Alsace) i nordöstra Frankrike. Kommunen ligger i kantonen Dannemarie som tillhör arrondissementet Altkirch. År 2022 hade Traubach-le-Haut 636 invånare.

## Befolkningsutveckling
Antalet invånare i kommunen Traubach-le-Haut
| Referens: INSEE |